# Bas Rutten
Bas Rutten, właśc. Sebastiaan Rutten (ur. 24 lutego 1965 w Tilburgu) – noszący pseudonim "El Guapo" (po hiszpańsku "przystojniak", "amant") holenderski aktor, thai-bokser i zawodnik MMA. Trzy razy został niepokonanym mistrzem Pancrase i mistrzem wagi ciężkiej UFC. Jest dyplomowanym nauczycielem boksu tajskiego i Pancrase. Posiada piąty dan w karate kyokushin i drugi w taekwondo. Opracował własny system samoobrony ("System Basa Ruttena") oraz bogaty materiał instruktażowy (m.in. książki i filmy) w zakresie sztuk walki.

## Życiorys[1]
Urodzony w holenderskim mieście Tilburg, w wieku 6 lat chorował na astmę co wiązało się z nikłą aktywnością sportową. Rutten zainteresował się sztukami walki w wieku 12 lat po tym, jak obejrzał film Wejście smoka z Bruce'em Lee, będąc z rodziną na wakacjach we Francji. Początkowo rodzice nie zgadzali się z młodym Sebastiaanem. Nie pozwalali mu trenować. Dopiero po 2 latach rodzice ugięli się pod prośbami syna i rozpoczął treningi taekwondo. Po jakimś czasie nabrał pewności siebie i postanowił zmierzyć się z miejscowym łobuzem, którego większość dzieci bała się. Młody Sebastiaan wdał się z nim w bójkę, obijając go do tego stopnia, że złamał mu nos. Bójka jednak nie pozostała bezkarna, gdyż w niedługim czasie pojawiła się policja, zabrała Sebastiaana i wezwała rodziców – otrzymał zakaz trenowania taekwondo oraz został usunięty z klubu. W wieku 21 lat wyprowadził się od rodziców i zaczął trenować wraz z przyjacielem we własnym zakresie boks oraz ponownie taekwondo (otrzymał promocję na czarny pas 2 stopnia). Następnie rozpoczął treningi kyokushin karate, również zdobywając promocję na czarny pas 2 stopnia. Od 20 roku życia trenował również boks tajski i startował zawodowo, czego bilansem było 14 zwycięstw (13 KO) i 2 porażki (2 KO). Przegrał m.in. o tytuł mistrza Europy z Frankiem Lobmanem w 1991 roku.

## Pancrace[3][4]
W 1993 roku Masakatsu Funaki i Minoru Suzuki wyjechali z Japonii do Holandii w poszukiwaniu młodych zawodników chętnych do startowania w nowej odmianie wrestlingu tzw. "Hibrid Wrestling", później nazywanej pancrase – od nazwy starożytnej dyscypliny sportowej pankrationu. Było to połączenie zapasów, chwytów, dźwigni, duszeń oraz ciosów (otwartą dłonią). W tamtejszym czasie prekursorami pancrace byli m.in. bracia Frank i Ken Shamrock, Maurice Smith, Masakatsu Funaki oraz Guy Mezger. Ruttenowi spodobała się przedstawiona mu nowa dyscyplina i postanowił wyjechać do Japonii. Pierwsze dwa pojedynki na zasadach pancrace wygrał przez nokaut, w tym pierwszy przez ciężki nokaut, trafiając rywala tak mocno nasadą dłoni, że po walce znoszono go na noszach i dwa dni spędził w szpitalu. Kolejną walkę przegrał z Masakatsu Funakim, który poddał mającego nikłe pojęcie o walce w parterze Ruttena. Po tym starciu postanowił skupić się nad szlifowaniem umiejętności parterowych pod okiem swojego byłego rywala Funakiego. Treningi opłaciły się i w kolejnym starciu (6 lipca 1994) z zawodnikiem specjalizującym się w walce w parterze Minoru Suzukim wyszedł zwycięsko, nokautując rywala ciosem kolanem w wątrobę. 20 dni później zmierzył się z przyszłym mistrzem UFC Kenem Shamrockiem. Rutten przegrał ten pojedynek przez duszenie po 16 minutach walki.
Pod koniec roku w grudniu zmierzył się z drugim z braci Shamrock – Frankiem, na wielkim turnieju Pancrace mającym wyłonić pierwszego Króla (mistrza) Pancrace, ostatecznie przegrywając z nim na punkty. Cały turniej wygrał Ken Shamrock, a Rutten musiał odbudować swoją pozycję w organizacji. Okazja szybko się nadarzyła – został zestawiony z finalistą grudniowego turnieju Manabu Yamadą. Walka miała miejsce 26 stycznia 1995. Rutten pokonał o wiele bardziej doświadczonego rywala przez TKO ciosami nasadą dłoni w 1 minucie i 5 sekundzie starcia. Zwycięstwo nad faworyzowanym Yamadą dało mu szanse zrewanżowania się Kenowi, gdyż właściciele ustalili, że w pierwszej obronie tytułu Króla Pancrase, Shamrock zmierzy się właśnie z Ruttenem.
Do walki doszło 10 marca 1995. Rutten szybko uległ Shamrokowi, poddając się wskutek założonej dźwigni na kolano w pierwszej minucie pojedynku. Kolejny raz wyszły braki parterowe u Holendra. Po niedługim czasie treningi przyniosły ogromną poprawę umiejętności grapplerskich. Przez cały rok Rutten stoczył siedem pojedynków, wszystkie wygrał w tym sześć przez poddanie rywala m.in. Takaku Fuke, Maurice Smitha, obu dźwignią na nogę oraz w rewanżu na punkty Franka Shamrocka.
1 sierpnia 1995 zdobył tytuł Króla Pancrace, zwyciężając Minoru Suzukiego w 16 minucie walki poprzez duszenie gilotynowe. Potem odniósł kontuzję i nie mógł bronić tytuł, więc postanowiono zawiesić tytuł. W czasie gdy Rutten leczył kontuzję, odbył się pojedynek o tymczasowy tytuł między Frankiem Shamrockiem a Minoru Suzukim. Wygrał Shamrock. Do walki unifikacyjnej doszło 16 maja 1996. Rutten obronił tytuł, rozcinając twarz Shamrocka celnymi ciosami, które zmusiły lekarzy do przerwania pojedynku. We wrześniu 1996, po raz drugi obronił tytuł, nokautując kolanem swojego byłego trenera Masakatsu Funakiego, a pod koniec roku w październiku błyskawicznie poddał dźwignią w rewanżu Manabu Yamadę.
22 marca 1997, zanotował pierwszy w jego karierze remis, w pojedynku z Osami Shibuyą. Następnie przez cały rok zwyciężał głównie przed czasem, poddając w rewanżu Shibuyę dźwignią na kark, później nazwaną Bas Rutten neck crank – dźwignia na kark Basa Ruttena. Po prawie dziesięciu miesiącach przerwy, we wrześniu 1998, wrócił do Pancrase, by znokautować ciosami Kengo Watanabe i przedłużyć pasmo zwycięstw do 19. Jeszcze tego samego roku odszedł z Pancrase, zostając jednym z najbardziej dominujących zawodników wszech czasów. Sukcesy sportowe przyniosły Ruttenowi również wielką popularność w Japonii.

## UFC[3][4]
Pod koniec 1998, związał się z rozwijającą się w tamtym czasie amerykańską organizacją Ultimate Fighting Championship. UFC posiadało odmienne reguły walki niż te w Japonii, można było m.in. uderzać zaciśniętą pięścią oraz łokciami w twarz rywala. Rutten był promowany przed walką w Stanach jako niepokonany od 19 walk największy mistrz sztuk walki na świecie, co spowodowało szybki wzrost jego popularności. Nominalnie włodarze UFC chcieli zestawić El Guapo z Randym Couture o tytuł mistrza wagi ciężkiej, lecz w tamtym okresie Couture zerwał kontrakt z UFC i odszedł z organizacji. Tytuł został odebrany Couturowi, a w walce eliminacyjnej zmierzył się z Japończykiem Tsuyoshi Kohsaką. 8 stycznia 1999 na gali UFC 18 Rutten pokonał rywala nokautując go na minutę przed końcem walki.
W walce o tytuł zmierzył się z zapaśnikiem Kevinem Randlemanem 7 maja na UFC 20. Ostatecznie po 21 minutach pojedynku sędziowie niejednogłośnie ogłosili zwycięstwo Ruttena, który został mistrzem UFC w wadze ciężkiej oraz pierwszym Europejczykiem, któremu udała się ta sztuka. Rutten po czasie zwakował tytuł, schodząc wagę niżej, do średniej (-93 kg, aktualnie półciężka), gdyż była to kategoria bliższa jego naturalnej wagi ciała. Chciał również tym sposobem zostać mistrzem w dwóch kategoriach wagowych. Podczas jednego treningów uległ poważnej kontuzji kolana, a w późniejszym czasie zerwania bicepsu, po czym na wiele lat wycofał się z czynnego współzawodnictwa.
W 2006 powrócił na ring i stoczył wygraną walkę dla organizacji WFA przeciwko Rubenowi Villarealowi. Była to jego ostatnia walka w karierze.

## Po zakończeniu kariery
Bas Rutten posiada amerykańskie obywatelstwo i mieszka na stałe w Los Angeles. Jest żonaty i ma trzy córki. Zajmuje się nauczaniem sztuk walki na seminariach. Jest cenionym komentatorem sportów walki, komentował m.in. gale PRIDE, oraz był jednym z trenerów w nieistniejącej już lidze IFL (International Fight League), w której prowadził zespół "Anacondas". Prowadzi program w telewizji AXS TV, Inside MMA wraz z Kennym Rice’em oraz Punk Payback na Fuel TV. Rutten po zakończeniu kariery grał w kilkunastu filmach, podkładał głos w serialach i dokumentach oraz grach komputerowych. Jest również licencjonowanym szefem kuchni.

## Osiągnięcia
- 1995-1996: Król Pancrase w wadze otwartej (bez limitu)
- 1999: Mistrz UFC w wadze ciężkiej